# Невицкое

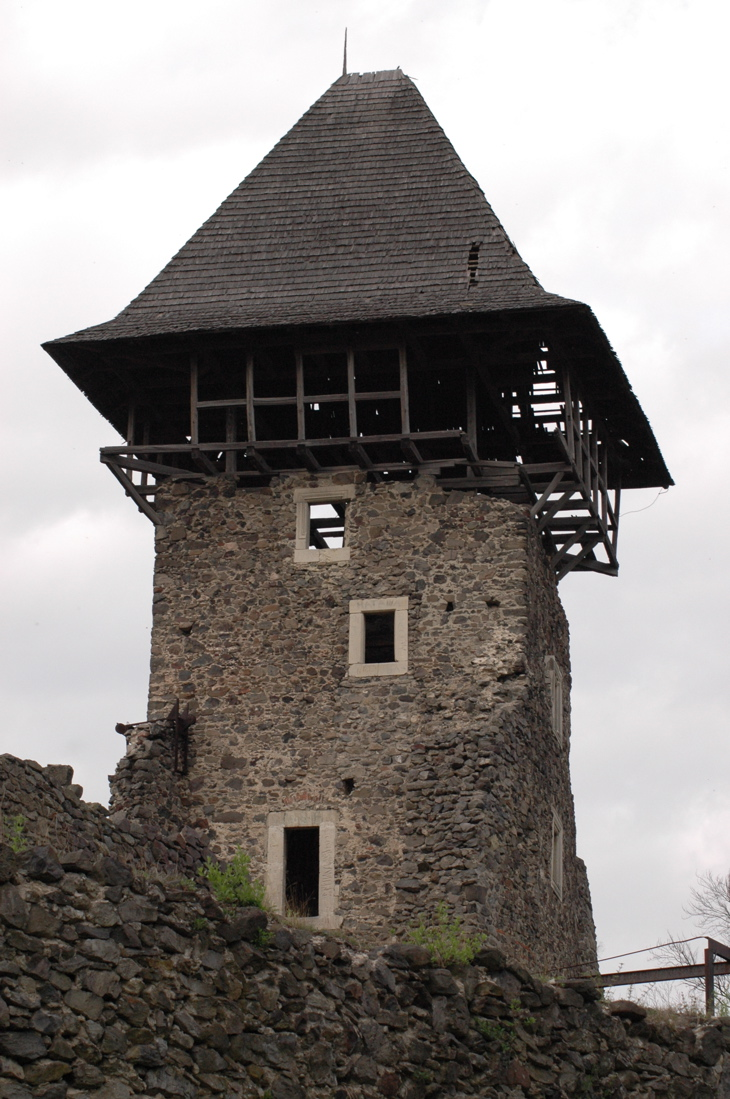
Невицкий замок

Неви́цкое (укр. Невицьке) — село в Оноковской сельской общине Ужгородского района Закарпатской области Украины.
Население по переписи 2001 года составляло 1032 человека. Почтовый индекс — 89410. Телефонный код — . Занимает площадь 0,09 км². Первое упоминание о селе относится к 1427 году. До конца XVII в. оно относилось к Невицкому домену рода Другетов.

## Персоналии
- Югасевич-Склярский, Иван (1741—1814) — русинский фольклорист, поэт, иконописец, переписчик и составитель рукописных книг.
- Карбованец, Иван Иванович (1897—1977) — священник, основатель и духовник Домбокского монастыря, чтимый в Закарпатье, как исповедник.

Из села происходили родители протопресвитера и богослова Православной церкви в Америке Фомы Хопко.

## Достопримечательности
- Невицкий замок
- Столб вулканического туфа